# 栗延敬太郎
栗延 敬太郎（くりのぶ けいたろう、1876年6月10日 - 1949年3月24日）は、日本の政治家。衆議院議員（1期）。

## 経歴
広島県出身。1903年、明治大学法律科卒。農業を営み、村長、郡会議員を務める。西備織物同業組合副組合長、備後水力電気、両備軽便鉄道、芦品製糸、備後銀行各(株)取締役となる。
1924年の第15回衆議院議員総選挙において広島12区から憲政会公認で立候補して当選した。衆議院議員を1期務めた。1928年の第16回衆議院議員総選挙には立候補しなかった。1949年死去。